# Gabriel Hogan
Pour les articles homonymes, voir Hogan.
Gabriel Hogan est un acteur canadien né en 1973 à Toronto (Canada). Il est le fils des acteurs Michael Hogan et Susan Hogan.

## Biographie
Il est marié à l'actrice Inga Cadranel, le couple a un fils, Ryder, né en 2006.

## Filmographie

### Cinéma
- 1988 : Blue City Slammers : Joe
- 1994 : Le Scorpion rouge 2 (Red Scorpion 2) : (non crédité)
- 1997 : Amour et mort à Long Island (Love and Death on Long Island) : Jake
- 1999 : Blind (court-métrage) : The Date
- 2002 : Winter Sun (court-métrage) : Duncan
- 2004 : Nous étions libres (Head in the Clouds) : Julian Elsworth
- 2004 : Show Me : Carl
- 2008 : One Week : Dereck Vincent
- 2008 : Transit Lounge (court-métrage) : Mark
- 2012 : Moving Day : AJ
- 2012 : A Man's World : Paul
- 2014 : The Day Santa Didn't Come (court-métrage) : Syd
- 2014 : The Heckler : 2ème comédien de l'atelier
- 2015 : I Spit on Your Grave 3 : Detective McDylan

### Télévision

#### Séries télévisées
- 1988 : Brigade de nuit (saison 4, épisode 6) : Mark
- 1994 : Le Justicier des ténèbres (saison 2, épisode 11) : jeune soldat
- 1995 : Kung fu, la légende continue (saison 3, épisode 11) : Little Tony
- 1996-2000 : Haute finance (51 épisodes) : Ian Farnham
- 1998 : Psi Factor, chroniques du paranormal (saison 2, épisode 11) : Jarred MacKeigan
- 1998 : Power Play (saison 1, épisode 7) : Bobby Gunn
- 1999 : Nikita (saison 3, épisode 11) : Jamey
- 1999-2000 : Amazon (17 épisodes) : Falconer John
- 2001 : Made in Canada (saison 3, épisode 8) : Kyle
- 2002 : The Associates (6 épisodes) : Mitch Barnsworth
- 2002 : Mutant X (saison 2, épisode 7) : Josh Marcus
- 2003 : Tom Stone (saison 2, épisode 8) : Simon Marks
- 2003 : Playmakers (saison 1, épisodes 2, 7, 9, 10 & 11) : Guard Dog Fredericks
- 2003 / 2004 : Blue Murder (épisodes 3x05 / 4x03) : Christian Paquette / Détective Wayne Tocchet
- 2004 : Wonderfalls (saison 1, épisodes 1 & 9) : Thomas
- 2005 : Tilt (saison 1, épisode 2) : Brad
- 2005 : The Collector (saison 2, épisode 13) : Heinrich
- 2005 : Heritage Minutes (saison 5, épisode 6) : Andrew Mynarski
- 2006 : Hockeyville : Gabriel
- 2006 : This Is Wonderland (saison 3, épisode 7) : Randy
- 2006 : Billable Hours (saison 1, épisode 1) : Brad
- 2006 : Angela's Eyes (saison 1, épisode 3) : Père Robert Malloy
- 2006-2008 : Rent-a-Goalie : Lance "La Verrue"
- 2007 : Robson Arms (saison 2, épisodes 3, 4, 5, 11, 12 & 13) : Andrew Colton
- 2007 : The Best Years (saison 1, épisodes 7, 8, 10 & 12) : Patrick Ferrell
- 2008 : Flashpoint (saison 1, épisode 1) : Roland 'Rolie' Cray
- 2008 : The Border (saison 2, épisodes 5 & 10) : Jimmy Kosik
- 2009-2011 : Warehouse 13 (épisodes 1x01, 1x09 & 3x07) : Sam Martino
- depuis 2009 : Heartland : Peter Morris
- 2010 : Les Enquêtes de Murdoch (saison 3, épisode 2) : Agent de police Randall Townsend
- 2010 : The Bridge (saison 1, épisodes 4 & 6) : Kovinsky
- 2011 : Les Kennedy (mini-série) : Joe Kennedy Jr.
- 2011-2012 : Jessica King (21 épisodes) : Danny Sless
- 2013 : Cracked (saison 1, épisode 8) : Terry Dwyer
- 2014 : The Listener (saison 5, épisode 8) : Greg Turner
- 2015 : Teen Wolf (saison 5, épisode 1) : Belasko
- 2015 : NCIS : Enquêtes spéciales (saison 13, épisode 8) : Navy Seal Commander Pete Grady
- 2016 : Lady Dynamite (saison 1, épisode 12) : Craig
- 2017 : Wisdom of the Crowd (saison 1, épisode 9) : Rob Forsythe
- 2018 : Marvel : Les Agents du S.H.I.E.L.D. (saison 5, épisode 20) : Crixon
- 2018 : Condor (5 épisodes) : Boyd Francis
- 2018-2019 : Le Prince de Peoria (9 épisodes) : Joosep
- 2019 : Raven (saison 3, épisode 15) : Sergeant Flex
- depuis 2019 : Tacoma FD : Ike Crystal

#### Téléfilms
- 1996 : The Halfback of Notre Dame : Crazy
- 1996 : Sins of Silence : Restaurant Patron (non-crédité)
- 1997 : Elvis Meets Nixon (en) : Bobby Bishop
- 1997 : Pit Pony : Ned Hall
- 1997 : Peacekeepers : Lt. Bobby Danko
- 1998 : Inondations : Un fleuve en colère (Flood: A River's Rampage) : Bobby Dupree
- 1999 : Shadow Lake : Steve Richards
- 2001 : Un bébé à tout prix (Stolen Miracle) : Const. Graham Taylor
- 2002 : Chasing Cain: Face
- 2003 : The One : Gordie Parks
- 2004 : Coup de cœur, coup de foudre (Perfect Strangers) : Harvey Truelove
- 2004 : A Beachcombers Christmas : Peter Englewood
- 2004 : Crazy Canucks : Scott Henderson
- 2005 : Fatale séduction (Widow on the Hill) : Rick
- 2005 : L'Héritage de la passion (Murder in the Hamptons) : Matt
- 2005 : Mayday (en) : Daniel McVary
- 2006 : Heyday! : Dave Sterling
- 2006 : Canada Russia '72 : Ken Dryden
- 2007 : Un amour de loup-garou (Nature of the Beast) de Rodman Flender : Archer
- 2007 : Face à ma vie (Matters of Life & Dating) de Peter Wellington : Kevin
- 2007 : St. Urbain's Horseman : Luke Scott
- 2008 : Une femme de cran (Wisegal) de Jerry Ciccoritti : Robert Wilford
- 2008 : Mariée à tout prix (Bridal Fever) : Jake Tyler
- 2008 : Le Poids des souvenirs (Murder on Her Mind) : Danny
- 2008 : Miss Yvonne (Accidental Friendship) : Kevin Brawner
- 2009 : Le Visage du crime (Everything She Ever Wanted) : Dan Hollister
- 2010 : La Larme du diable (The Devil's Teardrop) : Len Hardy
- 2010 : A Heartland Christmas : Peter Morris
- 2011 : Wishing Well : Griffin
- 2012 : Le Concours de Noël (Christmas Song) : Ken Stoddard
- 2013 : Nature morte (Still Life: A Three Pines Mystery) : Peter Morrow
- 2014 : Un Père Noël pas comme les autres (Christmas at Cartwright's) de Graeme Campbell : Bill Maloney
- 2014 : Ice Soldiers : Soldat n°1
- 2015 : Le renne des neiges (Last Chance for Christmas) de Gary Yates : John
- 2015 : Petits Meurtres et Pâtisserie : La Recette du Crime (Murder, She Baked: A Chocolate Chip Cookie Mystery) : Norman Rhodes
- 2015 : Petits Meurtres et Pâtisserie : Un mort sous le sapin (Murder, She Baked: A Plum Pudding Mystery) : Norman Rhodes
- 2016 : Petits Meurtres et Pâtisserie : Mortelle Saint-Valentin (Murder, She Baked: A Peach Cobbler Mystery) : Norman Rhodes
- 2016 : Petits Meurtres et Pâtisserie : Une Recette Mortelle (Murder, She Baked: A Deadly Recipe) : Norman Rhodes
- 2016 : Le bébé d'une autre (The Stranger Inside) de Danny J. Boyle : Nate
- 2016 : 10 choses à faire pour un Noël parfait (Christmas List) de Paul A. Kaufman : Jamie Houghton
- 2017 : Petits Meurtres et Pâtisserie : Un meurtre sous les projecteurs (Murder, She Baked: Just Desserts) : Norman Rhodes
- 2017 : L'île aux secrets (Sea Change) de Chris Grismer : Ramsay

#### Séries d'animation
- 2009-2010 : The Dating Guy : Anderson Anderson / Jenshrew the Alien (voix)